# Lithobates forreri
Lithobates forreri es una especie de anfibio anuro perteneciente a la familia Ranidae. Se encuentra en Costa Rica, El Salvador, Guatemala, Honduras, México y Nicaragua. Previamente considerada miembro del género Rana.
Su hábitat natural es el bosque seco tropical o subtropical y bosque tropical húmedo montañoso de baja altitud, matorrales secos subtropicales o tropical, ríos, marismas, zonas urbanas, bosques antiguos muy degradados, reservorios de agua, estanques, tierra agrícola inundable estacionalmente, canales y zanjas